# (275786) Bouley
(275786) Bouley est un astéroïde de la ceinture principale. Il a été nommé en l'honneur du planétologue et géologue français Sylvain Bouley.

## Description
(275786) Bouley est un astéroïde de la ceinture principale. Il fut découvert le 20 août 2001 au Pic du Midi à l'observatoire du Pic du Midi. Il présente une orbite caractérisée par un demi-grand axe de 2,34 UA, une excentricité de 0,22 et une inclinaison de 2,1° par rapport à l'écliptique.

## Compléments